# فريدريك دبليو. غرين
فريدريك دبليو. غرين (بالإنجليزية: Frederick W. Green)‏ هو محامي وسياسي أمريكي، ولد في 18 فبراير 1816 في فريدريك في الولايات المتحدة، وتوفي في 18 يونيو 1879 في كليفلاند في الولايات المتحدة. حزبياً، نشط في الحزب الديمقراطي. وقد انتخب عضو مجلس النواب الأمريكي.